# Drac de Solsona
El drac és un element del folkore de Solsona.
El drac és l'element per antonomàsia de la Festa Major de Solsona, juntament amb el Gegant Vell. Ha destacat sempre pel seu elevat pes, de 96 kg, ja que és fet per una estructura totalment de fusta i revestida per un conjunt de prop de 10.000 escates; igualment, la seva antiguitat de més de 300 anys ha potenciat l'interès per conservar-lo.
Data de l'any 1692 i només ha sofert petites restauracions com a les ales i les escates. És, per tant, un dels tres dracs més antics de Catalunya, juntament amb el de Vilafranca del Penedès i el de la Bisbal d'Empordà. Per això, i per la seva excel·lent figura, una reproducció a escala va ser adaptada com a premi d'un certamen atorgat per la Generalitat de Catalunya en l'àmbit cultural. A més de la seva antiguitat de més de tres segles, és destacable la gran bellesa escultòrica i detallista d'aquesta figura, en comparació amb la resta de dracs històrics. El seu ball és progressiu i agònic, i culmina amb l'esclat de dos fuets. També és present a la "Roda de foc".